# Charles Drelincourt (médecin)
Pour les articles homonymes, voir Drelincourt.
Ne doit pas être confondu avec Charles Drelincourt (pasteur).
Charles Drelincourt, né le 1er février 1633 à Paris et mort le 31 mai 1697 à Leyde, est un médecin, anatomiste et professeur de médecine français. Il est recteur de l'université de Leyde.

## Biographie
Charles Drelincourt est le fils de Charles Drelincourt, pasteur réformé à Paris, et de Marguerite Bolduc. L'un de ses frères Peter Drelincourt, est prêtre anglican, doyen de la cathédrale d'Armagh, dans l'Église d'Irlande. Parmi ses autres frères, Laurent Drelincourt, est pasteur de l'Église réformée et auteur de sonnets, Antoine Drelincourt est médecin dans le canton de Berne, et Henri Drelincourt est pasteur à Gien et Fontainebleau.
Charles Drelincourt fait ses études à Paris avec Jean Riolan, puis à l'académie de Saumur et à l'université de Montpellier où il obtient son doctorat en médecine en 1654. Il exerce à Paris et devient, en 1655, le médecin personnel de Turenne.
De 1656 à 1658, il est médecin militaire en Flandre de 1656 à 1658, puis il est nommé premier médecin du roi Louis XIV pour les armées, en 1659.
Il épouse Susanna Jacobs. Le couple s'installa à Leyde en 1668. Il est titulaire de la chaire de médecine de l'université de Leyde, où il succède à Jan Antonides van der Linden. Il est plusieurs fois recteur de cette université.
Sa connaissance des langues anciennes était importante et il était un érudit en littérature classique et médicale, obtenant de ce fait une certaine reconnaissance, en particulier de Pierre Bayle.
Herman Boerhaave, son successeur à la chaire de médecine de Leyde, assiste à plusieurs de ses cours et publie en hommage des textes de lui.
Il meurt à Leyde en 1697, à l'âge de 64 ans.

## Publications
- Clarissimum Monspeliensis Apollinis Stadium currente C. Drelincurtio, Caroli filio, Parisio, & Liberalium Artrium Magistro, Doctoratum ambiente anno salutis M. DC. LIV, Quaestio Therapeutica pro prima Apollinari laurea consequenda, proposita ab illustrissimo viro D. D. Lazaro Riverio Regis Consilaiario & Medicorum Academia Professore dignissimo, sub hac verborum serie: Anomibus putridis Febribus section. & Purgatio Montpellier 1654, Leyde 1680
- Questiones quatuor Cardinales, pro suprema Apollinari daphne consequenda, proposita ab illustrissimis viris D. D. Richero de Balleval … & D. D. Simeone Curtaudo … Quarum veritatem, seriis exactis, triduum integrum mane & vesperi tueri conabitur Carolus Drelincurtius, … Medicinae Licentiatus, in inclyto Monspeliensis Apollinis sano Montpellier
- Oratio Doctoralis Monspessula, qua Medicos, jugi Dei Operum considertatione atque contemplatione permotos, caeteris hominibus Religioni adstrictiores esse demonstrator: atque added impietatis crimen in ipsos jactatum diluitur
- Quaestio Physiologica, an Partus octimestris vitalis? Paris 1664
- La Légende du Gascon, ou Lettre à M. Porée sur la méthode prétendue nouvelle de tailler la Pierre, & deux autres Lettres sur le même sujet Leiden 1665
- Quaestio Medica de partu octimestri vivaci Leyde 1668
- De partu octimestri vivaci diatriba Paris 1662, Leyde 1666
- Oratio, quam super Civitatis & Academiae calamitatibus generatim & paucis, tum super clarissimi viri Johannis van Horne natalibus, vitae institutio, & e vivis excessu, singulatim & plenius, brevibus tamen, anno habuit ineunte 1670 Leyde 1670
- Anatomicum Preludium Leyde 1670
- Regii olim in Galliis Medici, nuc vero in Universitate Lugdunensis Professoris Practici & Anatomici, Apologia Medicos sexcentis annis Roma exulasse Leyde 1671
- Apologia medica, Qua depellitur illa calumnia Medicos sexcentis annis Roma exulasse. Leyde 1671
- Libitina trophea, cum appendice ad glandulosos Doctores. Leyde 1680
- De foeminarum ovis, Tam intra testiculos & uterum quam extra, ab Anno 1666 ad retro secula Leyde 1684
- Super humani foetus umbilico Meditationes Elenctice Leyde 1685
- De Humani Foetus Membranis Hypomnemata Leyde 1685
- De foetuum pileolo, sive galea emmendationes Leyde 1685
- De Conceptione adversaria Leyde 1685
- De tunica foetus allantoide Meletemata Leyde 1685
- De conceptu conceptus quibus mirabilia Dei super foetus humani formatione, nutritione atque partione, sacro velo hactenus tecta, systemate felici reteguntur Leyde 1685
- De foeminarum ovis historiae, atque physicae lucubrationes 1687
- Experimenta Anatomica ex vivorum sectionibus petita per Ernestum Gottfried Heyse Leyde 1681
- Homericus Achilles Caroli Drelincurtii Penicillo Delineatus, Per Convicia Et Laudes Leyde 1693
- Opuscula medica, quae reperiri potuere omnia La Haye 1717